# Aspidiotus tiliae
Aspidiotus tiliae är en insektsart som beskrevs av Bouché 1851. Aspidiotus tiliae ingår i släktet Aspidiotus och familjen pansarsköldlöss. Inga underarter finns listade i Catalogue of Life.